# Língua darling

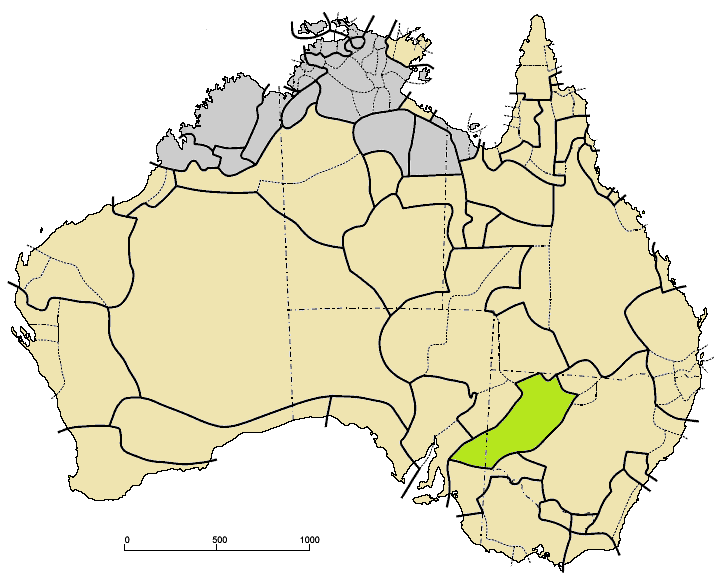
Língua Darling (verde) dentre outras línguas Pama–Nyungan (amarelo)

A língua Darling, ou Paakantyi (Baagandji), é uma língua quase extinta dentre aquelas dos aborígenes australianos falada ao longo do rio Darling, Nova Gales do Sul, desde  Bourke até Wentworth e também em áreas do rio Paroo e de Broken Hill. O nome do povo que a fala e da própria língua se refere a Paaka (rio Darling) mais o sufixo -ntyi   'pertencente a',
A língua Darling (Paaakantyi) é uma língua quase extinta, sendo que relatório recente informa que há somente 8 falantes fluentes da mesma.

## Dialetos
Os dialetos Paakantyi include Southern Paakantyi (Baagandji, Bagundji), Kurnu (Kula), Wilyakali (Wiljagali), and Pantyikali (Bandjigali, Baarundji), Parrintyi (Barrindji), Marawara (Maraura).  Bowern (2011) lista Gurnu/Guula como uma língua separada, mas Hercus o inclui com parte da língua por apresentar um vocabulário quase idêntico.  Dixon inclui ainda mais outros nomes de dialetos, talvez meros sinônimos dos já listados. Bulaali (Bulali) pode ser um nome alternativa para Wilyakali, ou talvez nome de outro idioma diferente, a língua maljangapa.
Os mais significativos estudos sobre Paakantyi foram os feitos pela linguista Luise Hercus.